# Mucor fuscus
Mucor fuscus är en svampart som beskrevs av Bainier 1903. Mucor fuscus ingår i släktet Mucor och familjen Mucoraceae.   Inga underarter finns listade i Catalogue of Life.